# Nana-Barya (Ouham-Pendé)
Nana-Barya est une  commune rurale de la préfecture de Ouham-Pendé, en République centrafricaine. Elle s’étend à l’est de la ville de Paoua. Elle doit son nom à la rivière Nana Barya qui la draine en direction du nord-est.

## Géographie
La commune de Nana Barya est située au nord de la préfecture de l’Ouham-Pendé. La plupart des villages sont localisés sur les axes Boguila – Bemal – Tchad, route nationale RN1 et d’autre part suivant l’axe Paoua – Béboua 3, route régionale RR4.
|            | Mia-Pendé  | Tchad, Nana-Markounda |
| Bah-Bessar | Nana Barya | Nanga Boguila         |
|            | Paoua      | Bimbi                 |

## Villages
Les villages principaux sont : Béboura 3 et Bongaro 1.
La commune compte 40 villages en zone rurale recensés en 2003 : Arabe, Beboura 1, Beboura 2, Beboura 3, Bedamara 1, Bedamara 2, Bedamara 3, Bedamara 5, Bedengue 2, Begangoro 1, Begangoro 2, Begatara, Bekila 1, Bekila 2, Bemankoula, Bemankouna, Bendengue 1, Bendoulabo, Bengangoro Lamdje, Bengoumar 2, Beogombo, Beogombo 4, Bessa 3, Beteboinda 4, Betein 2, Betheon, Betouba Kare, Boaya, Bodoli, Bongaro 1, Bongaro 2, Bongaro 3, Bosali, Botolna, Dadawa, Gang-Da, Kebe, Korozian, Motmboko, Tanguila.

## Éducation
La commune compte 3 écoles publiques à Boguila-Kette, Barya et Bégatra.

## Santé
La commune située dans la région sanitaire n°3 dispose de 2 postes de santé à Béboura et Bédamara.